# New England (Australien)

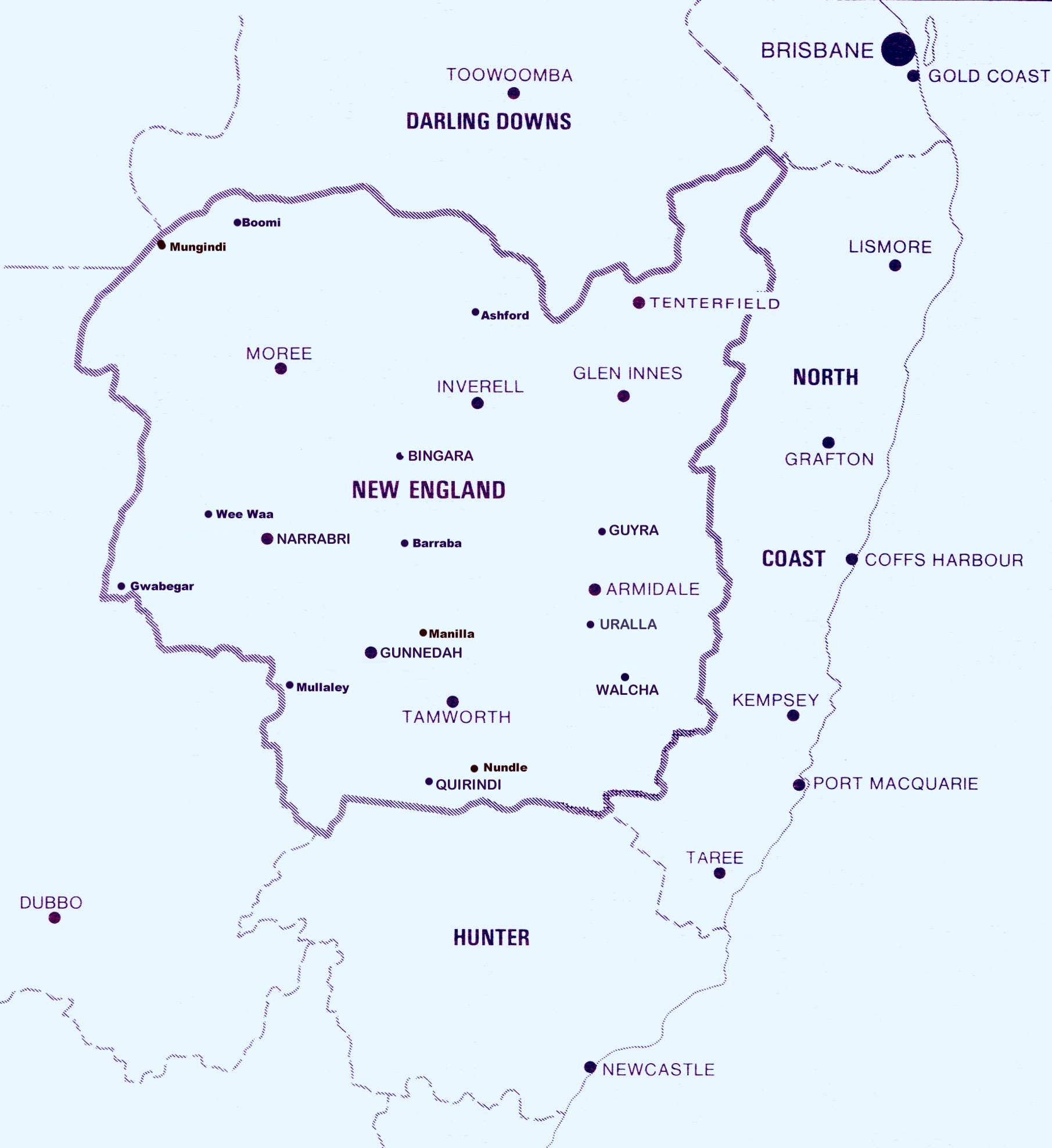
Ungefähre Grenzen New Englands

New England ist der Name einer Region im Norden des australischen Bundesstaates New South Wales. New England hat keine fest definierten Grenzen und somit viele mögliche Definitionen. In der Knappsten kann New England als das Gebiet definiert werden, das sich von der Grenze von Queensland südlich bis Quirindi zieht und weder die Küstengebiete des nördlichen New South Wales einschließt, noch das Gebiet westlich der Linie Inverell – Gunnedah. Eine weiter gefasste Definition schließt im Norden das Gebiet zwischen Queensland und dem Pazifik, im Osten die Küstengebiete und im Westen das Gebiet bis zur Linie Boggabilla – Moree – Narrabri – Coonabarabran ein.

## Geschichte
Seit mehreren tausend Jahren lebte in diesem Gebiet, insbesondere im Westen, der Aborigine-Stamm der Kamilaroi. Im Hochland waren die ursprünglichen Sprachen Anaiwan (oder Nganaywana) im Süden (südlich von Guyra), sowie Ngarrabal und Marabal im Norden. Diese Sprachen existieren heutzutage nicht mehr.
Der erste Weiße, der New England erkundete, war John Oxley, der den südlichen Teil von New England durchquerte und 1818 Port Macquarie entdeckte und benannte. 1827 reiste der Botaniker Allan Cunningham im westlichen Teil New Englands nach Norden bis Darling Towns in Queensland. In den 1830ern wurde das Gebiet zur Besiedlung freigegeben, obwohl die halbtropischen Küstengebiete noch viele Jahre schlecht entwickelt blieben.

## Geographie
Die beiden traditionellen Zentren Neuenglands sind Armidale und Tamworth. In Armidale befindet sich die University of New England, Australiens älteste regionale Universität. Tamworth ist als Zentrum der australischen Country-Musik-Industrie bekannt. Heutzutage allerdings überflügeln die an der Küste wachsenden Zentren Ballina, Coffs Harbour und Port Macquarie diese inländischen Zentren.
Die landeinwärts liegende Region beinhaltet einige von Australiens reichsten Wolle produzierenden Gebieten. Die Küstengebiete unterstützen halbtropische Landwirtschaft, zum Beispiel den Zuckerrohranbau, und sind zudem wichtige Tourismusziele, insbesondere die nördlichen Küstenstädte wie Byron Bay und Murwillumbah.
New England wird vom New England Highway durchquert, der Tamworth, Armidale, Glen Innes und Tenterfield verbindet und eine Hauptstrecke zwischen Queensland und New South Wales ist. Die New England-Bahnlinie folgt der gleichen Route und war die erste Bahnstrecke, welche die beiden Staaten verband. Heutzutage wird hauptsächlich die Bahnlinie an der Küste benutzt, die New England-Bahnlinie nördlich von Armidale ist außer Betrieb. Der Oxley Highway, der Gwydir Highway und der Bruxner Highway durchqueren New England von West nach Ost.

## Die Neuer-Staat-Bewegung
New England war die Heimat von Australiens beharrlichstem Versuch, einen neuen Staat in der australischen Staatengemeinschaft zu bilden. Viele Einwohner New Englands ärgerten sich lange darüber, dass sie von Sydney aus regiert wurden, insbesondere wenn – wie es üblicherweise der Fall war – eine Arbeiterregierung in New South Wales regierte, die von den städtischen Interessen dominiert wurde. In den 1930ern und wieder in den 1960ern forderte die Neuer-Staat-Bewegung die Trennung New Englands von New South Wales. Die Bewegung war eng alliiert mit der Country-Partei, die erwartete, die Regierung eines solchen neuen Staates bilden zu können.
Kapitel VI der Australischen Verfassung erlaubt zwar die Bildung neuer Staaten, allerdings nur mit der Zustimmung des Parlaments des betroffenen Staates. Diese Zustimmung hat das Parlament von New South Wales nie gegeben.

## Städte in Neuengland
- Armidale
- Tamworth
- Glen Innes
- Tenterfield
- Inverell
- Warialda
- Walcha
- Guyra
- Ben Lomond
- Uralla
- Manilla
- Barraba
- Bingara
- Bundarra
- Ebor
- Deepwater
- Bendemeer
- Werris Creek
- Quirindi